# Петченко, Егор Егорович
Егор Егорович Петченко (1893, село Леськино, теперь Антрацитовского района Луганской области — 28 декабря 1970, Луганская область) — советский шахтер, забойщик, врубовик шахты Михайловского шахтоуправления треста «Фрунзеуголь» комбината «Донбассантрацит» Луганской области, Герой Социалистического Труда (28.08.1948). Депутат Верховного Совета УССР 2-го созыва.

## Биография
Родился в 1893 (по другим данным — в 1897) году в крестьянской семье. Окончил три класса церковно-приходской школы.
Трудовую деятельность начал в 1910 году воспламенителем на шахте «Михайловка». С 1912 года работал рабочим забоя шахт Вагнерова, Красильникова, Морлина на Донбассе. Продолжал работать шахтером-зарубником Михайловского шахтоуправления треста «Боковоантрацит» Ворошиловградской области в 1941 году. Без отрыва от производства окончил вечернюю школу и курсы повышения квалификации в городе Сталино.
С 1941 года — в Красной армии, участник Великой Отечественной войны. Служил солдатом 27-го стрелкового полка 12-й армии сапером на Северном Кавказе и под городом Новороссийском.
В марте 1944 года, как кадровый специалист, был демобилизован из армии. Вернулся на Донбасс, где принимал участие в восстановлении шахт Михайловского шахтоуправления Ворошиловградской области.
С 1944 года — врубовик шахты «Чапаевка», вибійник шахты № 1-бис (имени Щорса) Михайловского шахтоуправления треста «Фрунзеуголь» комбината «Донбассантрацит» Ровеньковского района Ворошиловградской области.
Выполнял нарезку новых угольных лав. Применяя метод многозабойного обуривания, обслуживал одновременно несколько выработок, регулярно выполнял план на 400—600 % (5-6 сменных норм). За два года выполнил восемь годовых норм по добыче угля.
Потом — на пенсии.

## Награды
- Герой Социалистического Труда (28.08.1948)
- два ордена Ленина (28.08.1948, 4.09.1948?)
- орден Трудового Красного Знамени (23.01.1948)
- медаль «За доблестный труд в Великой Отечественной войне 1941—1945 годов»
- медали